# Vice-président de la république d'Indonésie
Le vice-président de la république d'Indonésie (en indonésien : Wakil Presiden Republik Indonesia) est le second plus haut responsable politique du pouvoir exécutif du gouvernement de l'Indonésie, après le Président de la République, et le premier dans l'ordre de succession présidentielle.
La fonction est créée en 1945 et il est élu au suffrage universel direct depuis 2004. L'actuel titulaire est Gibran Rakabuming Raka depuis le 20 octobre 2024.

## Liste
| N°                                                    | Nom | Nom                       | Dates                             | Parti                                  |
| ----------------------------------------------------- | --- | ------------------------- | --------------------------------- | -------------------------------------- |
| 1                                                     |     | Mohammad Hatta            | 18 août 1945 - 1er décembre 1956  | Sans étiquette                         |
| Vacance du poste du 1er décembre 1956 au 22 mars 1973 |     |                           |                                   |                                        |
| 2                                                     |     | Hamengkubuwono IX         | 22 mars 1973 - 23 mars 1978       | Sans étiquette                         |
| 3                                                     |     | Adam Malik                | 23 mars 1978 - 12 mars 1983       | Golkar                                 |
| 4                                                     |     | Umar Wirahadikusumah      | 12 mars 1983 - 11 mars 1988       | Golkar                                 |
| 5                                                     |     | Sudharmono                | 11 mars 1988 - 17 mars 1993       | Golkar                                 |
| 6                                                     |     | Try Sutrisno              | 17 mars 1993 - 14 mars 1998       | Golkar                                 |
| 7                                                     |     | Bacharuddin Jusuf Habibie | 14 mars 1998 - 21 mars 1998       | Golkar                                 |
| Vacance du poste du 21 mars 1998 au 25 octobre 1999   |     |                           |                                   |                                        |
| 8                                                     |     | Megawati Sukarnoputri     | 25 octobre 1999 - 23 juillet 2001 | Parti démocratique indonésien de lutte |
| 9                                                     |     | Hamzah Haz                | 23 juillet 2001 - 20 octobre 2004 | Parti pour l'unité et le développement |
| 10                                                    |     | Jusuf Kalla               | 20 octobre 2004 - 20 octobre 2009 | Golkar                                 |
| 11                                                    |     | Boediono                  | 20 octobre 2009 - 20 octobre 2014 | Sans étiquette                         |
| 12                                                    |     | Jusuf Kalla               | 20 octobre 2014 - 20 octobre 2019 | Golkar                                 |
| 13                                                    |     | Ma'ruf Amin               | 20 octobre 2019 - 20 octobre 2024 | Sans étiquette                         |
| 14                                                    |     | Gibran Rakabuming Raka    | depuis le 20 octobre 2024         | Sans étiquette                         |